# Дневникъ Рускій
«Дневникъ Рускій» або «Dnewnyk Ruskij» — львівський тижневик політичного товариства «Руський Собор». Виходив у серпні-жовтні 1848 року як противага «Зорі Галицкій». Друга в історії (після «Зорі Галицкої») газета українською народною мовою.
Виходив двома виданнями — латинкою (cz. 1-5, 9) і кирилицею (ч. 6-8) — з 18 (30) серпня до 13 (25) жовтня 1848 року у Львові. Можливо, також вийшло 10 число.
Відповідальний редактор — Іван Вагилевич.
Формат — 38×26 см. Обсяг — 38 с.
Тижневик мав бути противагою «Зорі Галицкій» і засвідчувати спільність галицьких українців і польського народу.